# Smoking Souls
Smoking Souls är en valenciansk (spansk) musikgrupp, bildad 2010 i Pego. Fram till 2019 har man givit ut fyra album och en EP, alla med text på valencianska (sitt engelskspråkiga gruppnamn till trots).

## Historik
Gruppen bildades 2010 av en kvartett från den valencianska orten Pego. De fyra var Carles Caselles (gitarr och sång), Pau Camps (gitarr), Josep Bolu (trummor) och Miquel Àlvarez (bas). Gruppen delar ursprung, bekanta och delar av släkten med medlemmarna i La Gossa Sorda, en föregångsgrupp inom valenciansk musik.
2011 genomförde Smoking Souls sin första konsert. Två år senare kom det egenutgivna debutalbumet L'espenta. 2015 publicerades gruppens andra album Nòmades, denna gång utgivet på det katalanska skivbolaget Propaganda pel fet!.
2017 presenterades Smoking Souls tredje album. Cendra i or belönades med Ovidi Montllor-priset för bästa rockalbum. Dessutom vann videon för låten "Vida" priset för bästa musikvideo. Titeln på albumet ('Aska och guld') är en allegori relaterad till Fågel Fenix, och musiken presenteras som rock kombinerat med "nya rytmer". Under 2017 genomförde gruppen en konsertturné på olika orter i Valencia-regionen, Katalonien och Madrid.
Paratges preferits (2018) är ett (mini)album inspelat live och med sju olika akustiskt presenterade låtar. Sången sköttes av gruppens sångare Carles Caselles. Hösten 2019 kom albumet Translúcid ('Genomskinlig'), som hösten nästföljande år följdes av EP:n Opac, med ommixningar av spår från skivan.
Gitarristen och sångaren Caselles har under 2021 lanserat sig som musiker utanför gruppen, med singeln La bellesa del risc. I juni kom även EP:n L'afluent, som präglas av personliga låttexter och en musik som fjärmat sig från Smoking Souls rock.

## Diskografi
- 2013 – L'espenta ('Satsningen'; egenutgiven)
- 2015 – Nòmades ('Nomader'; Propaganda pel Fet!)
- 2017 – Cendra i or ('Aska och guld'; Propaganda pel Fet!)
- 2018 – Paratges preferits ('Favoritplatser'; Propaganda pel Fet!)
- 2019 – Translúcid ('Genomskinlig'; Propaganda pel Fet!)
- 2020 – Opac (Translúcid Remixes) (EP; Propaganta pel Fet!)

### Soloalbum (Carles Caselles)
- 2021 – L'afluent (EP; Primavera d'Hivern)